# Porticus absidata

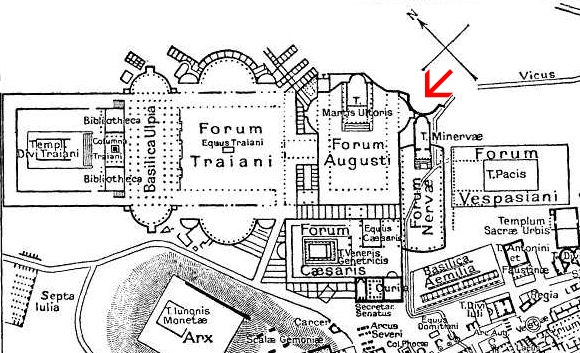
Porticus absidata var belägen vid nordöstra änden av Nervas forum.

Porticus absidata var en portik i antikens Rom, omnämnd i Cataloghi regionari från 315–316 e.Kr. Portiken var belägen bakom Minervas tempel på nordöstra sidan av Nervas forum. Portiken stod framför en valvgång, som benämndes Aureus, Aurea eller Aura. Portiken och valvgången utgjorde en övergång mellan Nervas forum och stadsdelen Subura.
Porticus absidata utgrävdes mellan 1935 och 1940 under ledning av Antonio Maria Colini och mellan 1979 och 1983 av Heinrich Bauer.